# Chapeau doctoral

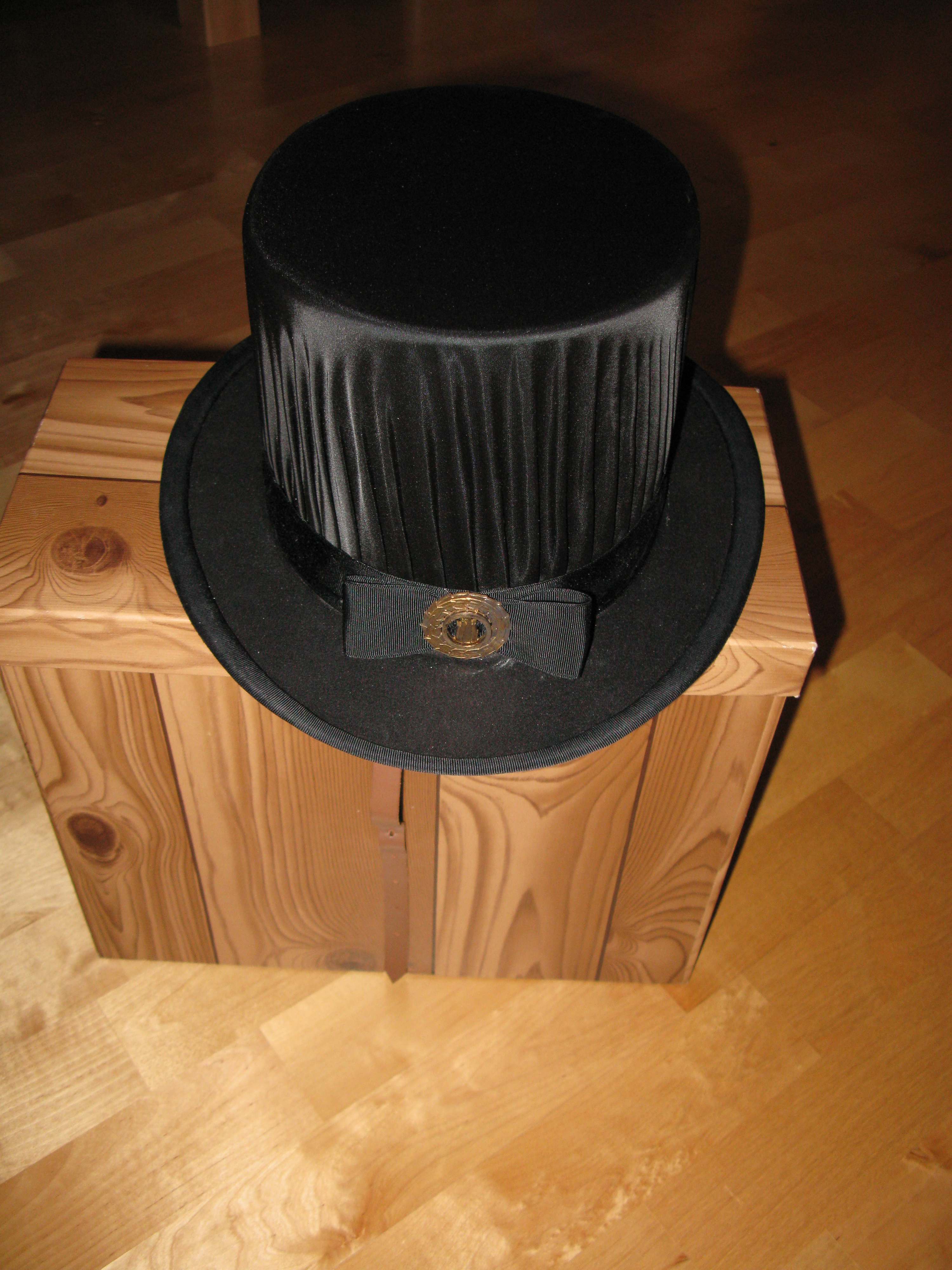
Chapeau doctoral distribué par l'université d'Oulu à ses docteurs en sciences.

Le chapeau doctoral (finnois : tohtorinhattu, suédois : doktorshatt) fait partie intégrante du code vestimentaire académique nordique des docteurs. Il est à différencier du mortier utilisé dans les autres pays du monde. Il s'agit d'un haut-de-forme en soie à bord droit, quoique différent pour les docteurs en sciences et technologies finlandais, qui ont le chapeau décoré par des motifs réguliers. Généralement, le chapeau est de couleur noire, ce qui n'empêche pas certaines universités d'y faire exception. Sur le devant du chapeau, on retrouve l'emblème de l'université ou de la faculté ayant délivré le diplôme de docteur. Le chapeau est donné au docteur pendant une cérémonie de remises de diplômes. 

## Caractéristiques
La couleur majoritairement utilisée pour le chapeau est le noir, cependant, en Finlande, d'autres couleurs peuvent être utilisées : 
- Les docteurs en Beaux-Arts utilisent le bleu foncé, les docteurs en musique cependant utilisent le bleu ciel ;
- Les docteurs en droit utilisent le cramoisi ;
- Les docteurs en médecine ou odontologie utilisent le vert foncé ;
- Les docteurs en science militaire utilisent le gris ;
- Les docteurs en théologie utilisent le violet.

Les chapeaux suédois sont, toutefois, toujours noirs.